# Ralph Horner
Ralph Byron Horner (North Clarendon, 26 giugno 1884 – Saskatoon, 14 dicembre 1964) è stato un politico e imprenditore canadese.
Nato a North Clarendon, Québec, Horner e la sua famiglia si stabilirono a Blaine Lake, nel Saskatchewan.
Membro del Partito Conservatore (e successivamente del Partito Conservatore Progressista del Canada) e candidato per due volte, senza successo, alle elezioni provinciali, nel 1931 Horner fu nominato dal governo di Richard Bedford Bennett nel consiglio di amministrazione della Canadian National Railway. 
Nel 1933, lo stesso Bennett nominò Horner al Senato dove rimase in carica come senatore per il Saskatchewan North per oltre 30 anni, fino alla morte avvenuta nel 1964.
Alle elezioni generali del 1958, due dei suoi figli, Jack Horner e Hugh Horner e suo nipote Albert Horner furono eletti alla Camera dei Comuni del Canada, anche loro tra le file del Partito Conservatore Progressista. Quattro Horner sono stati seduti in Parlamento contemporaneamente, nelle due camere, da allora sino alla morte di Ralph Horner nel 1964. 
Nel 1972 fu eletto anche un terzo figlio, Norval Horner.